# SN 2007qe
SN 2007qe – supernowa typu Ia odkryta 13 listopada 2007 roku w galaktyce A235412+2724. W momencie odkrycia miała maksymalną jasność 17,40m.